# الدية (فلم 1997)
الديّة هو فيلم غموض نيجيري صدرَ عام 1997 من إخراجِ شيكو إجيرو وبطولة كانايو أو كانايو، زاك أورجي، فرانسيس آجو، سام ديدي، وإيجيك أسيجبو.

## القصّة
بعد تعرضه للخداع، اجتمع مدير البنك مايك (يلعبُ دوره الممثل زاك أورجي ) مع زميله السابق في المدرسة ورئيس الشرطة كولينز (يلعبُ دوره الممثل كانايو أو كانايو) الذي أصبح في وقتٍ ما مليونيراً بفضلِ تجارتهِ في الأعضاء. يُقنع كولينز مايك بأن يُصبح عضوًا زميلًا في الطائفة السرية المعروفة باسم النسور، والتي تقودها روح «النسر العظيم» التي تَعِدُ مايك بالثروة الفوريّة.
بأمرٍ من النسر العظيم، يختطفُ مايك طفلاً غنيًا دون أن يعلم أنّ ذاك الطفل هو الابن الوحيد للزعيم كولينز وهو ما يخلقُ شرخًا بين الرجلين. يطلب النسر العظيم بعد ثلاث سنواتٍ من تلك الواقعة ديّةً من مايك الذي يقدم زوجته وأمه. يبدأُ مايك رحلة الانتقام لروحِ أمه من خلال جمع سبعة رؤوس بشرية وهو ما يتسبّب له في مشاكل مع الشرطة التي تعتبرهُ قاتلًا متسلسلًا فتبدأُ في مطاردته ومحاولة القبضِ عليه.

## طاقم التمثيل
- زاك أورجي في دور مايك
- كانايو أو كانايو في دور كولينز
- وسيم علي أغا في دور السيد فاروق
- فرانسيس آغو
- سام ديدي
- إيجيكه آسييغبو
- وسيم آغا

## الإنتاج والإفراج
الفيلم من إنتاج أجيوفور وإخراج شيكو إيجورو صدر هذا الفيلمُ في عام 1997 وقد حقّق نجاجًا تجاريًا ملحوظًا ما جعله أول نجاحٍ لشركة أو جي برودكشن (بالإنجليزية: OJ Productions).

## الاستقبال
وصفَ جون سي ماكول الكاتب في مجلّة أفريقيا اليوم (بالإنجليزية: Africa Today) فيلم الديّة «بأنه حكاية الأخلاق الميلودرامية التي تُركّز على ظاهرة عبادةٍ مألوفةٍ لمعظم النيجيريين [وهو يقصدُ هنا عُبَّاد المال]» كما شبَّه ماكول الفيلم بفيلمِ العراب وكيف قدّم تلخيصًا جيدًا لعالم الجريمة المنظمة في الولايات المتحدة. جادلَ سهيد أديرينتو وبول أوسيفودونرين من الموجة الثالثة من المنح التاريخية في نيجيريا (بالإنجليزية: The Third Wave of Historical Scholarship on Nigeria) بأنّ «المحتوى الرسومي في فيلمِ الديّة ليسَ مجرد خيالٍ أو رعبٍ بل هو تمثيلٌ درامي للرأسمالية المفترسة للبلاد والعالم.»